# Юревич, Александр Владимирович
Алекса́ндр Влади́мирович Юре́вич (бел. Аляксандр Уладзіміравіч Юрэвіч; род. 8 августа 1979, Лида, Гродненская область) — белорусский футболист и тренер. Мастер спорта РБ международного класса.

## Карьера

### Клубная
Начал заниматься футболом в ДЮСШ города Лиды. Первые тренеры — Олег Леонидович Фролов и Иван Прохорович Прохоров.
Начинал карьеру в родном «Обувщике». Дебютировал в возрасте 16-ти лет и 40 дней против могилёвского «Днепра», выйдя на 74-й минуте, а первый гол в профессиональной карьере забил минскому «Динамо» в возрасте 16-ти лет и 80 дней. Александр является самым молодым игроком в истории клуба, кто дебютировал в столь раннем возрасте в основной команде в Высшей лиге, а также самым молодым игроком, забившем мяч на профессиональном уровне в составе лидской команды.
Проведя в родном клубе 5 сезонов, в 2000 году перешёл в солигорский «Шахтёр». В солигорской команде Александр стал лидером, а в 2007 году перешёл в львовские «Карпаты». Проведя один сезон за рубежом, Юревич вернулся в Беларусь в борисовский БАТЭ, где добился самых серьёзных достижений в карьере.
Участник Лиги чемпионов: 2008/09, 2011/12, 2012/13.
Участник Лиги Европы: 2009/10 (17 декабря 2009 года в 6-м туре удар Александра Юревича принёс БАТЭ выездную победу над «Эвертоном»), 2010/11.
В январе 2014 года покинул БАТЭ и перешёл в «Шахтёр». В составе команды занял место основного левого защитника и стал капитаном команды. В декабре продлил контракт с солигорчанами. В сезоне 2015 уступил капитанство Артёму Старгородскому, однако оставался игроком основы. Преимущественно играл на позиции левого защитника, но некоторое время выходил и в опорной зоне. В ноябре 2015 года продлил соглашение с клубом. В сезоне 2016 был основным опорным полузащитником команды. В декабре главный тренер Олег Кубарев заявил, что Юревич покидает «Шахтёр».
25 января 2017 года завершил футбольную карьеру.

### В сборной
В национальной сборной Беларуси дебютировал 28 февраля 2006 года на X международном турнире национальных сборных на Кипре (Кубок Кипрской футбольной ассоциации) в матче со сборной Греции в Лимасоле (0:1).

### Тренерская
В начале 2017 года вошёл в тренерский штаб дублирующего состава «Шахтёра», где стал помогать Сергею Никифоренко. В июле, после назначения главным тренером Марека Зуба, был переведён в основную команду в качестве его ассистента. В январе 2018 года вновь перешёл на работу в дубль.
31 декабря 2019 года возглавил юношескую сборную Беларуси.
В апреле 2023 года возглавил брестское «Динамо». В сентябре 2023 года вместе со всем своим тренерским штабом покинул брестский клуб, расторгнув контракт по соглашению сторон.

## Достижения

### Командные
- Чемпион Беларуси (7): 2005, 2008, 2009, 2010, 2011, 2012, 2013
- Серебряный призёр чемпионата Беларуси: 2016
- Бронзовый призёр чемпионата Беларуси (6): 2002, 2004, 2006, 2007, 2014, 2015
- Обладатель Кубка Беларуси (3): 2003/04, 2009/10, 2013/14
- Обладатель Суперкубка Беларуси (3): 2010, 2011, 2013

### Личные
- Лучший защитник чемпионата Беларуси (2): 2005, 2010
- Семь раз включался БФФ в список 22 лучших футболистов чемпионата Беларуси: 2004, 2005, 2006, 2008, 2009, 2010, 2011.
- Член Клуба Сергея Алейникова для белорусских футболистов, сыгравших более 500 матчей на высшем уровне. Вошёл в состав клуба в 2010 году, на момент окончания карьеры лидировал в клубе с 709 матчами[18].